# 鐘琴

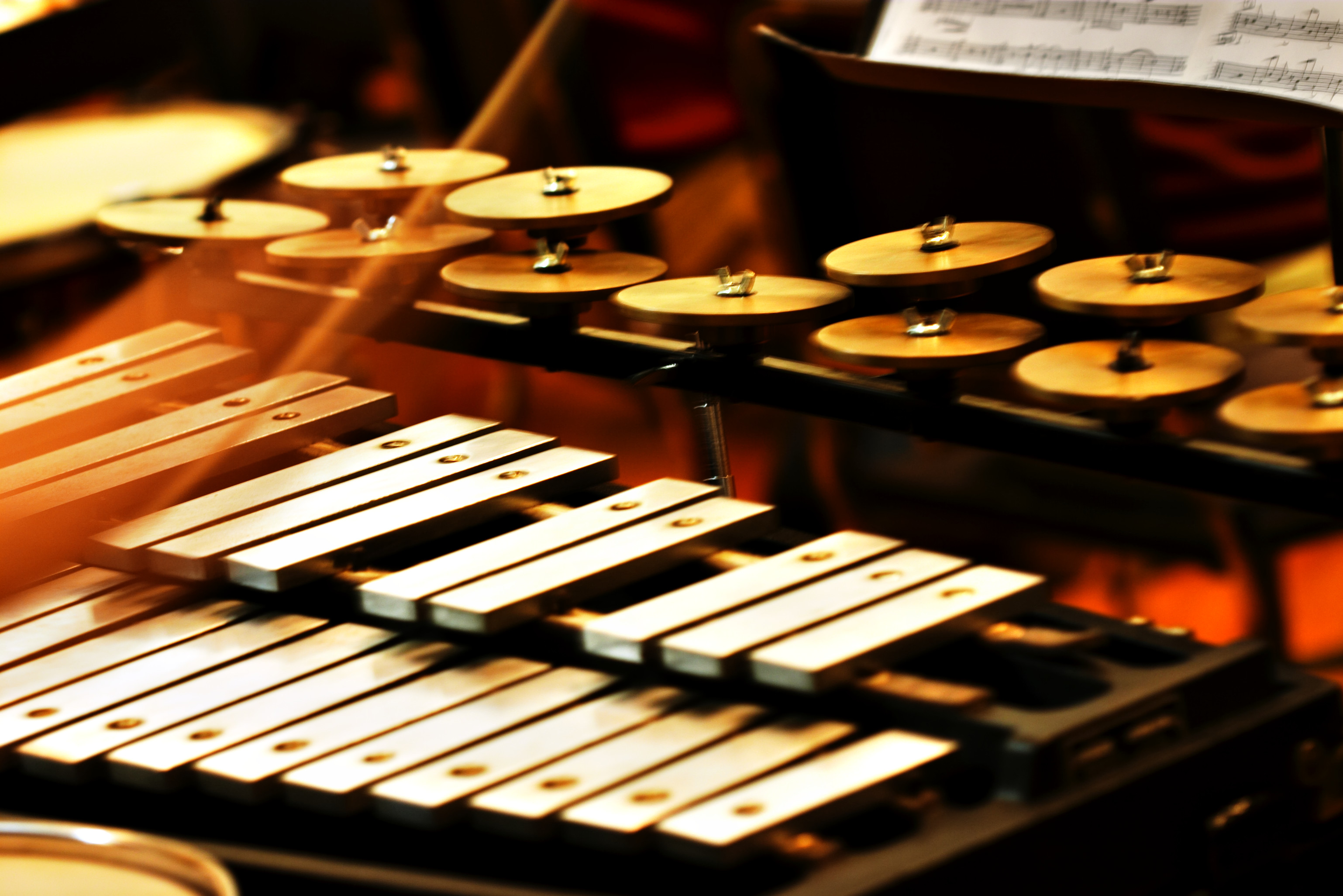
鐃鈸（右上方）和鐘琴（左下方）

鐘琴（德語：Glockenspiel，亦可簡稱為，香港稱為鐵片琴，但容易跟另一種敲擊樂器鋼片琴混淆。）是一種有固定音高的敲擊樂器。將不同音高的金屬片按鍵盤樂器的琴鍵排列好，然後鑲於支撐架上，並以琴棒敲打琴鍵發聲。由於能產生不同的音高，鐘琴能如一般的樂器般奏出旋律。

## 構造
較大部的鐘琴（即三個八度或以上音域的鐘琴）通常配備延音踏板，這與顫音琴沒有什麼不同。

## 音域
鐘琴的音域僅限於高音區，通常覆蓋 2+1⁄2 至 3 個八度的音階範圍內，但某些專業模型可能達到3+1⁄2個八度的音階範圍內， 通常由F5至C8，個別型號甚至能將高音伸延至E8。 鐘琴是一種移調樂器，實際音域聽起來比記譜音域高兩個八度。於一般演奏上，鐘琴的琴鍵擺法和其他的鍵盤敲擊樂器相同，即比較低音的琴鍵部置於左方，比較高音的琴鍵部置於右方；但在軍樂隊時，鐘琴會垂直的架在演奏者的支撐架前，變成低音部在下方，高音部在上方，而琴鍵亦變成了橫放。而在軍樂隊或步操樂隊，考慮到演奏的需要，因而發展出一種把金屬片橫放，並以一個外貌如里拉琴的外框把金屬片固定的變種鋼琴片，稱為里拉鐵片琴（Bell Lyre）。

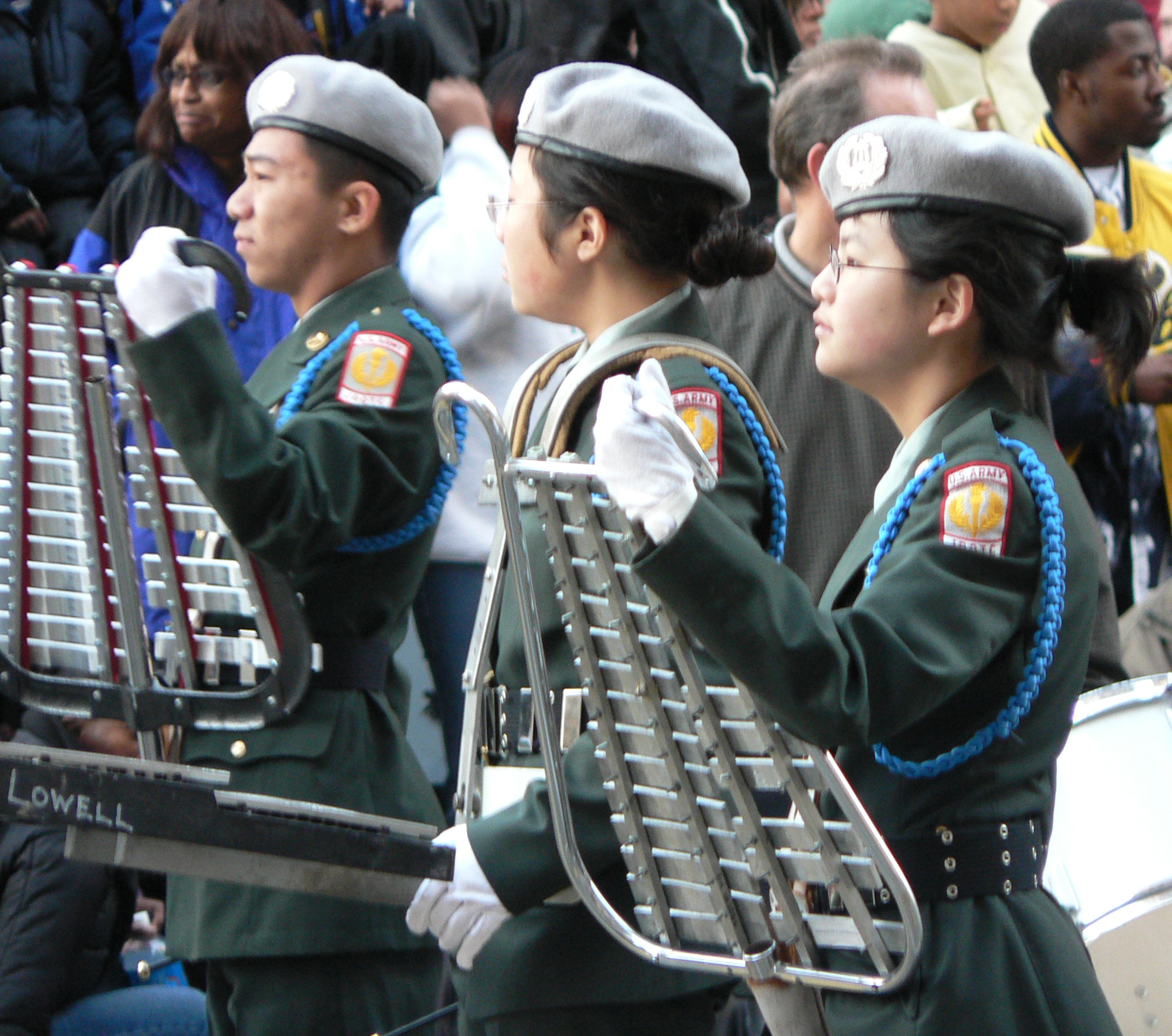
里拉鐵片琴